# Clara Webster
Pour les articles homonymes, voir Webster.
Clara Webster est une danseuse britannique née à Bath en 1821 et décédée à Londres le 17 décembre 1844.
Elle menait une brillante carrière de danseuse au London Royal Ballet lorsqu'elle perdit accidentellement la vie en 1844.
Sa mort tragique eut lieu durant une représentation de The Revolt of the Harem, lorsque son costume prit feu. Les brûlures furent si graves qu'elle mourut deux jours plus tard à l'âge de 23 ans.
Emma Livry est une autre danseuse qui mourut dans des circonstances similaires en 1863.